# Polanos orientais

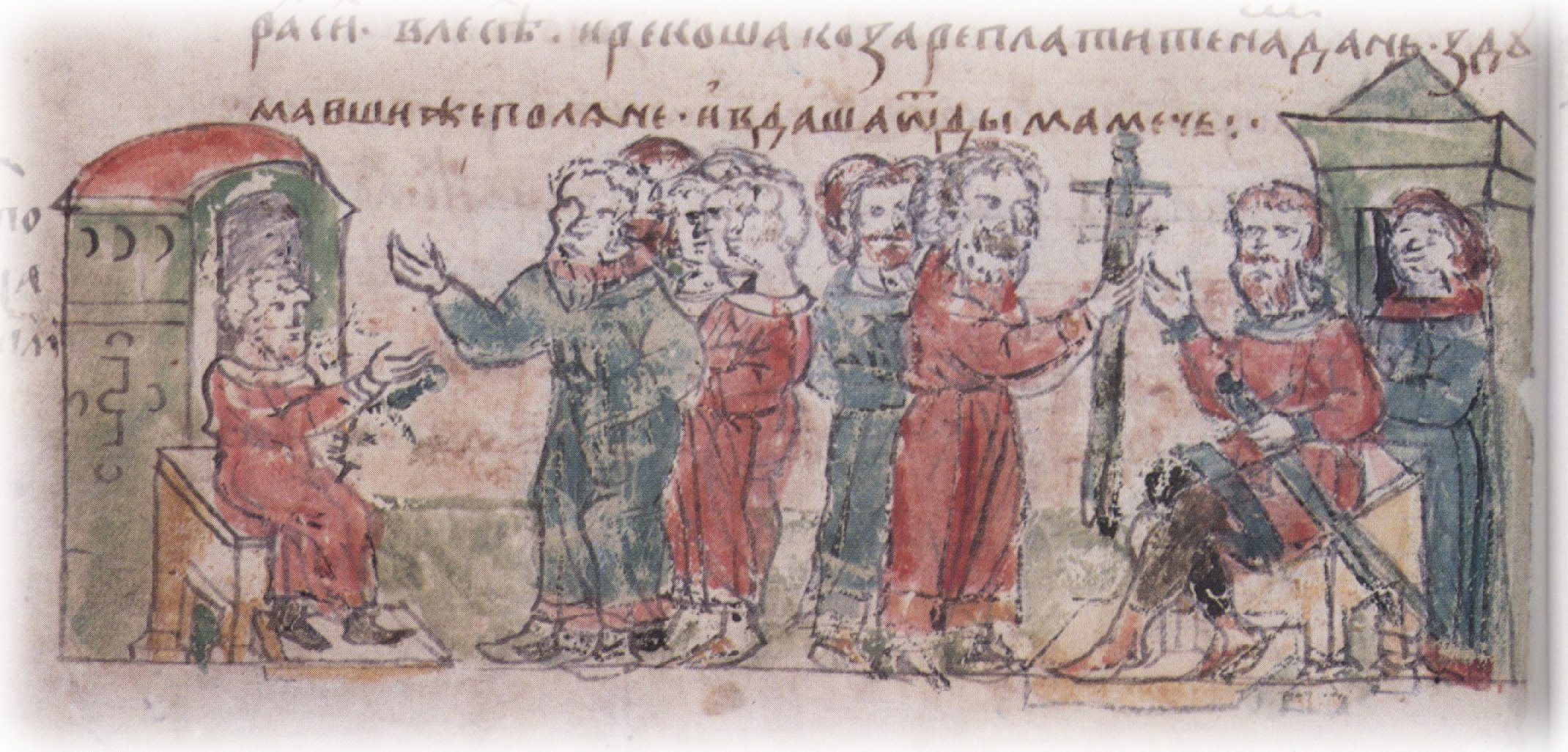
Os cazares exigem tributos dos polanos (Miniatura da Crônica de Radziwill, final do séc. XV).

Os Polanos ou polianos (em ucraniano:  Поляни, transl. Polyány, em russo:  Поляне, transl. Polyane, em polonês/polaco:  Polanie, em antigo eslavo oriental: Полѧне, Poljane), também conhecidos como polanianos, polianianos e polanos orientais, foram uma tribo eslava oriental entre os séculos VI e do século IX, que habitava ambos os lados do rio Dniepre, de Liubech a Rodnia e também descendo os cursos inferiores dos rios Ros', Sula, Stuhna, Teteriv, Irpin', Desna e Pripyat. Os Polanos orientais foram documentados pela última vez em 944.[carece de fontes?]
Os distintos polanos ocidentais do início da Idade Média eram uma tribo eslava ocidental, ancestrais dos poloneses.